# Charlotte Grimm

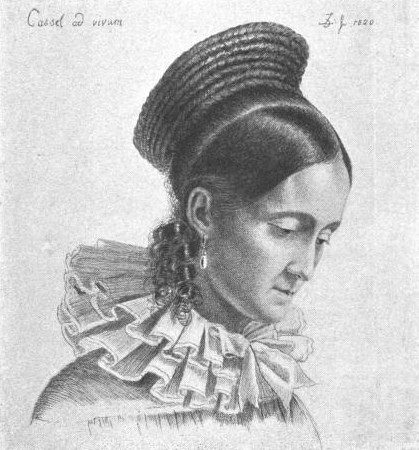
Lotte Hassenpflug von Ludwig Emil Grimm, 1820.

Charlotte Amalie Grimm, verheiratete Hassenpflug (auch Lotte oder Malchen genannt) (* 10. März 1793 in Steinau an der Straße; † 15. Juni 1833 in Kassel) war die einzige Schwester der Brüder Grimm und Gattin des kurhessischen Staatsministers Ludwig Hassenpflug.

## Leben und Wirken

### Herkunft
Charlotte Grimms Eltern waren Philipp Wilhelm Grimm (1751–1796) und Dorothea Zimmer (1755–1808). Sie war die einzige Tochter des Ehepaars und wurde von ihrem Vater und den Brüdern Jacob und Wilhelm abgöttisch geliebt.

### Verhältnis zu den Brüdern
Nach dem Tod ihrer Mutter führte Charlotte Grimm, gerade 15 Jahre alt geworden, als einziges weibliches Familienmitglied bis zu ihrer Heirat den Haushalt für die Familie. Die damit plötzlich verbundenen Aufgaben überforderten sie anfangs. In der ersten Zeit nach dem Tod gelang es den Geschwistern deshalb nur sehr rudimentär, den Familienzusammenhalt zu bewahren. Jacob Grimm schrieb einmal in einem Brief an Wilhelm, der „Haushalt sei unangenehm geworden, weil sich keins (d. i. der Geschwister) an das andere binde und keine Ordnung mehr sei, weder beim Essen noch sonst“.
Briefliche Ratschläge und finanzielle Unterstützung bei der Führung des Haushalts erhielt Charlotte Grimm von ihrer Tante Henriette Philippine Zimmer aus Gotha. Sie war stets eine wichtige, treue Ansprechpartnerin für die Brüder, wenn einer der Brüder die häusliche Familiengemeinschaft aus beruflichen Gründen verlassen musste. Besonders Wilhelm konnte sie immer wieder Trost schenken, wenn sein Bruder Jacob auf längeren Auslandsreisen war.
In späteren Jahren erwies sich Charlotte als geschickte und aufmerksame Gastgeberin, so z. B. beim Besuch des Juristen Friedrich Carl von Savigny in Kassel im Oktober 1815. Im Jahre 1818 lernte Charlotte Grimm in Kassel die Dichterin Annette von Droste-Hülshoff, eine Jugendfreundin der Brüder Grimm, persönlich kennen. Nach Beendigung des Besuches wurden zwischen den beiden Frauen Höflichkeitsbriefe ausgetauscht. Zu einer weiteren Vertiefung des Kontakts kam es in der Folgezeit, wohl auch aufgrund der unterschiedlichen Charaktere der beiden Frauen, allerdings nicht.
Charlotte, Jacob, Wilhelm und Ludwig Emil Grimm bildeten fortan einen harmonischen Haushalt, der erst endete, als Charlotte anlässlich ihrer Verheiratung den gemeinsamen Haushalt im Sommer 1822 verließ. Erst der Weggang der Schwester veranlasste Jacob und Wilhelm Grimm offensichtlich, sich mit dem Gedanken an eine eigene Ehe zu beschäftigen.

### Eigene Familie

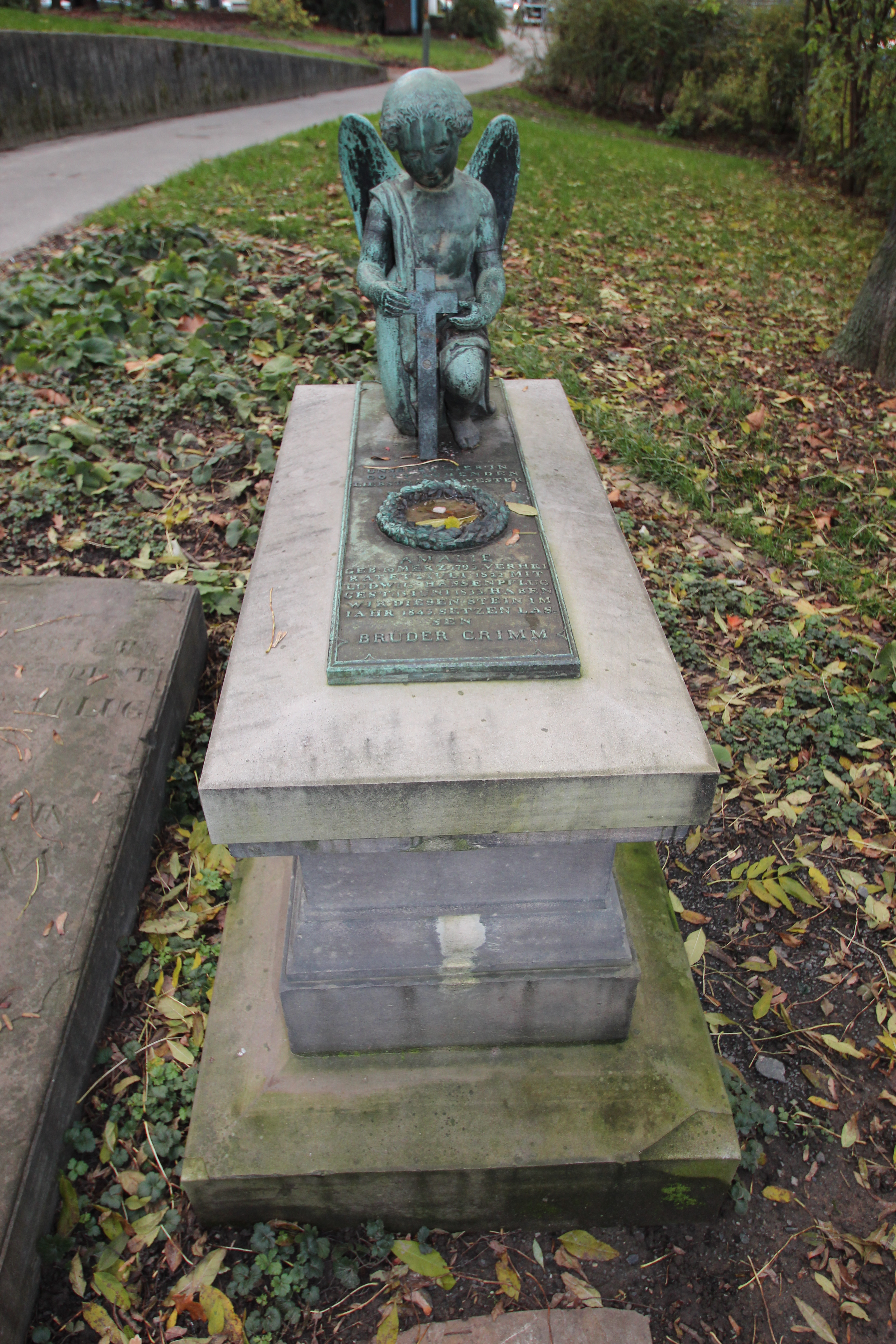
Grab von Charlotte Grimm auf dem Altstädter Friedhof in Kassel

Am 2. Juli 1822 heiratete sie Ludwig Hassenpflug (1794–1862). Lotte und Ludwig Hassenpflug hatten zusammen sechs Kinder:
- Karl Hassenpflug (* 5. Januar 1824; † 18. Februar 1890), Bildhauer, kinderlos verstorben
- Agnes (* 11. Dezember 1825; † 29. Oktober 1829)
- Bertha (* 27. April 1829; † 9. Juni 1830)
- Friedrich (* 10. September 1827; † 23. Januar 1892 in Breslau). Oberlandesgerichtsrat in Breslau, verheiratet mit Anna Volmar, Tochter eines Ministerkollegen seines Vaters
- Ludwig Werner, gen. Louis (* 1. Dezember 1831; † 11. Oktober 1878 auf Malta), Offizier der Österreichischen Kriegsmarine, verheiratet, kinderlos
- Dorothea (* 23. Mai 1833; † 1898 München)

Lotte erholte sich von der Geburt ihrer jüngsten Tochter nicht mehr und starb kurz darauf. Wilhelm Grimm hatte die Schwester bis zuletzt gepflegt. Für Jacob und Wilhelm Grimm war der Tod ihrer Schwester Charlotte, mit der sie einen Großteil ihres Lebens in enger, häuslicher Gemeinschaft gelebt hatten, der schmerzlichste Verlust seit dem Tod der Mutter im Jahr 1808.

### Verhältnis zu den Grimms
Hans Daniel Ludwig Friedrich Hassenpflug wurde zweimal leitender Minister in Kurhessen. Politisch waren die Grimms und Hassenpflug konträr eingestellt, aber auf privater Ebene kamen sie zunächst bis Mitte der 1830er Jahre miteinander aus. Das Verhältnis zwischen den Grimms und dem eine reaktionäre Politik verfolgenden Hassenpflug kühlte sich nach dem Tod von Lotte ab, besonders nach der Erklärung der Göttinger Sieben 1837. Während der zweiten Ministerzeit von Hassenpflug nach 1850 kam es dann – nahezu zwei Jahrzehnte nach dem Tod von Lotte – zum endgültigen Bruch.

## Bedeutung

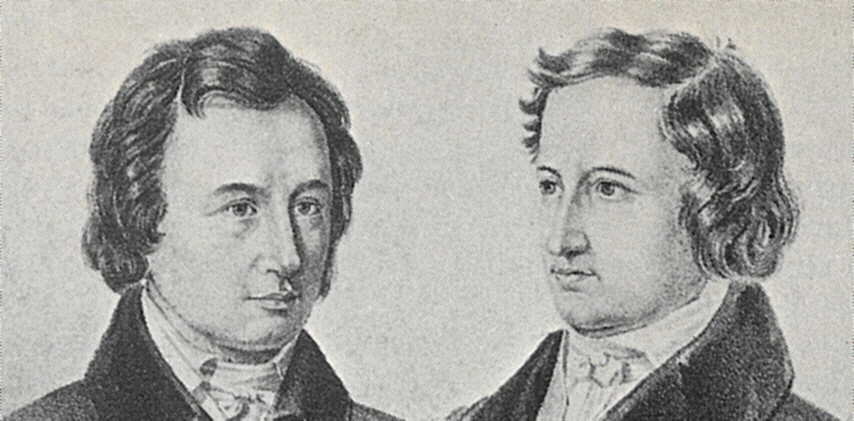
Die Brüder Grimm (links Wilhelm Grimm, rechts Jacob Grimm)

Die Grimm-Forschung spricht dem milieuspezifischen und familiären Umfeld der Brüder Grimm große Bedeutung zu. So wird z. B. der Briefwechsel von Jacob und Wilhelm Grimm mit ihren älteren Verwandten (Mutter, Großvater Zimmer, Tante Zimmer, Vater, Tante Schlemmer) seit 1986 von der Arbeitsstelle Grimm-Briefwechsel an der Berliner Humboldt-Universität zusammengetragen und ediert. Dieser Briefwechsel umfasst die Jahre 1787 bis 1813, in denen die Brüder Grimm ihre entscheidenden Prägungen erfuhren.
Der in den letzten Jahren bereits herausgegebene, umfangreiche Briefwechsel der Brüder Grimm mit ihrer Schwester Charlotte und deren Mann ist nicht nur ein wichtiger Bestandteil der Grimm-Forschung, sondern er gehört darüber hinaus zu den bemerkenswertesten Dokumenten für die politischen, sozialgeschichtlichen und literaturgeschichtlichen Entwicklungen in der Epoche des Vormärz.